# Ignacy Niedźwiedziński
Ignacy Niedźwiedziński (ur. 30 stycznia 1875 w Koźminie Wielkopolskim, zm. 31 grudnia 1941 w Starym Bojanowie) – polski duchowny katolicki, działacz niepodległościowy i gospodarczy, burmistrz Jarocina, ofiara niemieckich zbrodni wojennych.

## Życiorys
Był synem młynarza Jana i chłopki Marii Dorszewskiej (rodzina była patriotyczna). Ukończył katolicką szkołę podstawową w Koźminie. Maturę zdał w 1899 w Krotoszynie (w szkole tej przystąpił do tajnego Towarzystwa Tomasza Zana), po czym wstąpił do poznańskiego Seminarium Duchownego. Święcenia kapłańskie otrzymał 1 grudnia 1902 i został wikariuszem w Opatowie, a następnie zarządzał parafiami w Mikstacie i Przedborowie oraz pełnił funkcję wikariusza w Biezdrowie. Następnie został kapelanem więziennym we Wronkach, a w 1917 proboszczem w Jarocinie. Cała jego posługa nacechowana była polskim patriotyzmem, postawą niepodległościową, jak również oporem przeciwko germanizacji. Po odzyskaniu niepodległości pozostawał w Jarocinie, gdzie sprawował funkcję radnego miejskiego. Był też prezesem Towarzystwa Czytelni Ludowych i Koła Śpiewaczego, a także jednym ze współorganizatorów jarocińskiego Uniwersytetu ludowego oraz Stowarzyszenia Bursy Gimnazjalnej. Pełnił funkcje z wyboru w działających wtedy spółkach gospodarczych. Od 1928 do 1929 był kapelanem Batalionu Podchorążych Rezerwy Piechoty w Jarocinie. W sierpniu 1922 piastował stanowisko burmistrza Jarocina. Z jego inicjatywy wzniesiono kościół Chrystusa Króla w Jarocinie. W 1927 został honorowym obywatelem Jarocina. 
Po napaści Niemiec na Polskę we wrześniu 1939 pozostał w Jarocinie i 31 grudnia 1941 został aresztowany przez gestapo, jako wieloletni działacz niepodległościowy. Osadzono go w niemieckim obozie koncentracyjnym w Forcie VII w Poznaniu, gdzie był torturowany, a następnie przeniesiono do obozu przejściowego w Starym Bojanowie (Nonnenlager–Schmückert), gdzie jego stan pogorszył się i zmarł w tamtejszym szpitalu więziennym na dur brzuszny. Pochowano go w Starym Bojanowie, ale po zakończeniu wojny zwłoki ekshumowano i pochowano w Jarocinie.

## Rodzina
Miał starszą siostrę Helenę (ur. 1869).